# Rauköpfe
Die Rauköpfe, vor der Rechtschreibreform Rauhköpfe (Cortinarius subgen. Leprocybe), sind Pilze, die eine Untergattung der Schleierlinge (Cortinarius) bilden. Die Typusart dieser Untergattung ist der Olivbraune Raukopf (Cortinarius cotoneus). Früher enthielt die Untergattung der Rauköpfe tödlich giftige Arten, die mittlerweile eine eigene Untergattung, Cortinarius subgen. Orellani, bilden.
Typisch für die Rauköpfe sind die trockenen, nicht hygrophanen Hüte sowie das in den Fruchtkörpern enthaltene Leprocybin, das unter UV-Licht gelb leuchtet.

## Beschreibung

### Makroskopische Merkmale
Die Fruchtkörper bestehen aus Hut und Stiel und haben an der Hutunterseite Lamellen. Die Fruchtkörper zeigen gelbe, gelbgrüne, gelbbraune, olivbraune, schwarzbraune bis olivschwarze Farben und verfärben sich bei einigen Arten im Alter orange oder rotbraun. Die Hutoberfläche ist eingewachsen faserig, faserig, faserig-samtig, faserig-schuppig bis feinschuppig.
Das Sporenpulver ist gattungstypisch rostbraun.

### Mikroskopische Merkmale
Die Sporen sind breit ellipsoid oder ellipsoid und deutlich warzig. Die Tramahyphen enthalten häufig gelbe, lichtbrechende Partikel. Schnallen sind vorhanden.

## Vorkommen und Verbreitung
Rauköpfe wachsen ausschließlich auf Erde im Laub- oder Nadelwald und sind sowohl auf basischen, als auch sauren Böden anzutreffen. Sie bilden Ektomykorrhizen und sind vor allem mit Vertretern der Kieferngewächse (Pinaceae), Birkengewächse (Betulaceae) und der Buchengewächse (Fagaceae) vergesellschaftet, können aber auch bei Weidengewächsen (Salicaceae) oder Heidekrautgewächsen (Ericaceae) vorkommen. Erscheinungszeit ist vor allem der Herbst bis Spätherbst.
In Europa kommen Rauköpfe in allen geografischen Regionen vor, der Diversitätsschwerpunkt liegt jedoch im Mittelmeerraum.

## Speisewert und Giftigkeit
Die Rauköpfe sind ohne Speisewert. Früher zu den Rauköpfen gestellte gelbe oder rot- bis orangefarbene Arten sind giftig bis giftverdächtig. Zwei besonders toxische Arten sind Orangefuchsiger Raukopf (Cortinarius orellanus) und Spitzgebuckelter Raukopf (Cortinarius rubellus), die schon in geringen Mengen tödliche Dosen von Orellanin enthalten, das bei einer Vergiftung zum Orellanus-Syndrom führt. Diese beiden Arten gehören jedoch inzwischen in die Untergattung Cortinarius subgen. Orellani.

## Systematik
Die Rauköpfe werden aktuell (Stand 2022) in folgende Sektionen eingeteilt:
- Cortinarius Sektion Fuscotomentosi
- Cortinarius Sektion Leprocybe
- Cortinarius Sektion Melanoti
- Cortinarius Sektion Persplendidi
- Cortinarius Sektion Squamiveneti
- Cortinarius Sektion Veneti
- Cortinarius Sektion Veronicae

Die Untergattung der Rauköpfe enthielt früher Arten, die heute teils in andere Untergattungen der Schleierlinge gestellt werden, teils auch in andere Gattungen überführt wurden, und wurde somit eingeengt.

## Arten in Europa (Auswahl)
- Cortinarius jimenezianus
- Cortinarius leproleptopus
- Braunnetziger Raukopf (Cortinarius melanotus)
- Cortinarius pescolanensis
- Cortinarius phrygianus
- Cortinarius selinolens
- Cortinarius squamivenetus
- Cortinarius subcotoneus
- Grünfaseriger Raukopf (Cortinarius venetus)
- Cortinarius viridans

Quelle A. Bidaud, M. Loizides, F. Armada, J. de Dios Reyes, X. Carteret: